# هری تروالدوین
هری دیوید تروالدوین (انگلیسی: Harry David Trevaldwyn؛ زادهٔ ۱۴ فوریه ۱۹۹۴) بازیگر، کمدین و نویسندهٔ انگلیسی است. او بیشتر به‌خاطر ایفای نقش در فیلم حباب و مجموعه تلویزیونی ده درصد، بازسازی انگلیسی مجموعهٔ فرانسوی کارگزار مرا خبر کنید! شناخته می‌شود.

## حرفه
هری تروالدوین فعالیت حرفه‌ای خود را با انتشار ویدئوهای طنز در فضای مجازی آغاز کرد و در آن‌ها مجموعه‌ای از شخصیت‌های مختلف را به تصویر کشید.
در مارس ۲۰۲۲، فیلم حباب از طریق نتفلیکس منتشر شد که در آن تروالدوین در نقش گانتر بازی می‌کرد. در آوریل همان سال، او در نقش اُلی راجرز در مجموعه ده درصد، بازسازی انگلیسی مجموعهٔ فرانسوی کارگزار مرا خبر کنید! حضور پیدا کرد. این مجموعه در ۲۸ آوریل ۲۰۲۲ از طریق آمازون پرایم ویدئو پخش شد. در همان ماه، کانال ۴ اعلام کرد که تروالدوین نویسنده و بازیگر اپیزودی به نام بیلی خواهد بود. این قسمت در ۶ مه ۲۰۲۲ منتشر شد.
در فوریه ۲۰۲۳، تروالدوین به‌عنوان مجری مهمان در مراسم سالانهٔ جوایز انجمن کارگردانان انتخاب بازیگر حضور یافت. تروالدوین در فیلم سوئیت سو، که هم‌اکنون در مرحلهٔ پس‌تولید قرار دارد، نقش‌آفرینی کرد. در این فیلم بازیگرانی چون مگی اونیل و تونی پیتس نیز حضور دارند.
در ژانویه ۲۰۲۴ اعلام شد که او نقش تافنات ثورستن را در نسخهٔ لایو اکشن فیلم چگونه اژدهای خود را تربیت کنیم (۲۰۱۰) ایفا خواهد کرد. در مه ۲۰۲۴، تروالدوین در چهار قسمت از فصل سوم مجموعه کمدی شبکهٔ بی‌بی‌سی با عنوان یاغی‌ها در نقش استن ایفای نقش کرد. همچنین در ژوئیه ۲۰۲۴، قسمت مربوط به او در مجموعهٔ اکلایت پخش شد که در آن نقش جدای موگ آدانا را بازی کرده است.